# Yan Weiwen
Yan Weiwen (Chino simplificado: 阎维文; Chino tradicional: 閻維文; pinyin: Yán Weíwén; nacido en agosto de 1957, Taiyuan), es un cantante chino.

## Biografía
Yan nació en Taiyuan, provincia de Shanxi en 1957. Su carrera artística se inició cuando tenía unos 13 años de edad. A los 15 años, ingresó al Ejército Popular de Liberación de China. Estudió música bajo las tutelas de Zhang Xiao, Wei Jinrong, Jin Tielin y Cheng Zhi.

## Vida personal
En el plano personal, Yan tiene una hija llamada Yan Jingjing (阎晶晶).